# Do What I Want
«Do What I Want» es una canción del rapero estadounidense Lil Uzi Vert lanzada el 31 de julio del 2016 como primer tema de su mixtape The Perfect LUV Tape. Llegó a estar en el primer puesto de la lista Bubbling Under Hot 100 .

## Video musical
El video musical de la canción vio la luz el 27 de abril del 2017. Fue filmado en Honolulu, Hawaii.

## Recepción de la crítica
La canción recibió críticas generalmente positivas. Michael Saponara, de Billboard, la calificó como «una inspiración para sus seguidores de todo el mundo». Por su parte, Sheldon Pearce, de Pitchfork, dijo que la canción «resume la filosofía central de Uzi».

## Uso de medios
La canción se usó en un comercial de octubre del 2016 para Westbrook 0.2 Jordans con la participación del jugador de baloncesto estadounidense Russell Westbrook.

## Listas
| Lista (2017)                                                | Mejor posición |
| ----------------------------------------------------------- | -------------- |
| Canadá (Canadian Hot 100)                                   | 95             |
| Estados Unidos (Bubbling Under Hot 100 Singles (Billboard)) | 1              |
| Estados Unidos (Hot R&B/Hip-Hop Songs (Billboard))          | 1              |